# Favolaschia lateritia
Favolaschia lateritia är en svampart som beskrevs av Henn. 1895. Favolaschia lateritia ingår i släktet Favolaschia och familjen Mycenaceae.   Inga underarter finns listade i Catalogue of Life.